# Annopole Stare
Annopole Stare (do 2007 Annopole) – wieś w Polsce położona w województwie łódzkim, w powiecie zduńskowolskim, w gminie Zduńska Wola. Do 2007 roku nosiła nazwę Annopole.

We wsi znajduje się szkoła podstawowa, boisko sportowe Orlik 2012, ośrodek zdrowia wybudowany w 2009 roku. Budynek ośrodka został dobudowany do szkoły podstawowej.
W latach 1954–1961 wieś należała i była siedzibą władz gromady Annopole, po jej zniesieniu w gromadzie Korczew. W latach 1975–1998 miejscowość administracyjnie należała do województwa sieradzkiego.
| Szkoła Podstawowa w Annopolu Starym | „Orlik” na terenie Szkoły Podstawowej |
| ----------------------------------- | ------------------------------------- |
|                                     |                                       |
| Plac Zabaw                          | Ośrodek Zdrowia                       |
|                                     |                                       |